# Storsundsharun
Storsundsharun är en ö i Finland. Den ligger i Finska viken och i kommunen Raseborg i den ekonomiska regionen  Raseborg i landskapet Nyland, i den södra delen av landet. Ön ligger omkring 99 kilometer väster om Helsingfors.
Öns area är 1,1 hektar och dess största längd är 220 meter i öst-västlig riktning.  Närmaste större samhälle är Ekenäs, 16,7 km nordost om Storsundsharun.